# Speleogobius trigloides
Speleogobius trigloides är en fiskart som beskrevs av Zander och Jelinek, 1976. Speleogobius trigloides ingår i släktet Speleogobius och familjen smörbultsfiskar. IUCN kategoriserar arten globalt som otillräckligt studerad. Inga underarter finns listade i Catalogue of Life.